# Endless Damnation
Endless Damnation prvi je demoalbum poljskog ekstremnog metal sastava Behemoth objavljen 1992. Album je snimljen u ožujku 1992. Dana 24. lipnja 2013. diskografska kuća Witching Hour Productions objavila reizdanje albuma na vinilu.

## Popis pjesama
Tekstovi: Holocausto i Sodomizer. 
| 1.    | »Into the Black Mass«  | 1:09 |
| 2.    | »Cursed Angel of Doom« | 3:25 |
| 3.    | »Eternal Blasphemy«    | 4:35 |
| 4.    | »Temple of Evil«       | 4:16 |
| 5.    | »Ceremony in Chapel«   | 4:08 |
| 6.    | »First Embody Remains« | 3:17 |
| 7.    | »Endless Damnation«    | 1:15 |
| 22:05 |                        |      |

## Zasluge
Behemoth
- Desecrator – gitara
- Holocausto – vokal, gitara, bas-gitara, klavijature
- Sodomizer – bubnjevi, klavijature